# Liga Nacional de Guatemala 1966
La Liga Nacional de Guatemala 1966 es el décimo quinto torneo de Liga de fútbol de Guatemala. El campeón del torneo fue el Aurora, consiguiendo su segundo título de liga.

## Formato
El formato del torneo era de todos contra todos a tres vueltas, al ganar el partido se otorgaban 2 puntos, si era empate era un punto, por perder el partido no se otorgaban puntos. En caso de empate por puntos se realizaría una serie extra de dos partidos a visita recíproca para determinar quien era el campeón. el equipo que ocupara el último lugar del torneo descendería a la categoría inferior inmediata.

## Equipos participantes
| Club                | Ciudad              | Departamento   |
| ------------------- | ------------------- | -------------- |
| Aurora              | Ciudad de Guatemala | Guatemala      |
| Ron Botrán          | Quetzaltenango      | Quetzaltenango |
| Comunicaciones      | Ciudad de Guatemala | Guatemala      |
| RGM Escuintla       | Escuintla           | Escuintla      |
| Marquense           | San Marcos          | San Marcos     |
| Municipal           | Ciudad de Guatemala | Guatemala      |
| Suchitepéquez       | Mazatenango         | Suchitepéquez  |
| Tipografía Nacional | Ciudad de Guatemala | Guatemala      |
| Universidad         | Ciudad de Guatemala | Guatemala      |
| Xelajú MC           | Quetzaltenango      | Quetzaltenango |

### Equipos por Departamento
| Departamento   | N.º | Equipos                                                              |
| -------------- | --- | -------------------------------------------------------------------- |
| Escuintla      | 1   | RGM Escuintla                                                        |
| Guatemala      | 5   | Aurora, Comunicaciones, Municipal, Tipografía Nacional, Universidad. |
| Quetzaltenango | 2   | Botrán, Xelajú MC.                                                   |
| San Marcos     | 1   | Marquense                                                            |
| Suchitepéquez  | 1   | Suchitepéquez                                                        |

## Posiciones
|  | Pos. | Equipos                   | PJ | PG | PE | PP | GF | GC | Dif. | PTS | Clasificación                         |
|  | ---- | ------------------------- | -- | -- | -- | -- | -- | -- | ---- | --- | ------------------------------------- |
|  | 1º   | Aurora                    | 27 | 16 | 7  | 4  | 47 | 25 | +22  | 39  | Copa de Campeones de la Concacaf 1967 |
|  | 2º   | Xelajú MC                 | 27 | 15 | 7  | 5  | 51 | 29 | +22  | 37  |                                       |
|  | 3º   | Comunicaciones            | 27 | 13 | 7  | 7  | 38 | 21 | +17  | 33  |                                       |
|  | 4º   | Universidad de San Carlos | 27 | 14 | 5  | 8  | 47 | 41 | +6   | 33  |                                       |
|  | 5º   | Suchitepéquez             | 27 | 12 | 8  | 7  | 48 | 23 | +25  | 32  |                                       |
|  | 6º   | Municipal                 | 27 | 12 | 5  | 10 | 53 | 36 | +17  | 29  |                                       |
|  | 7º   | Tipografía Nacional       | 27 | 9  | 10 | 8  | 41 | 45 | -4   | 28  |                                       |
|  | 8º   | Ron Botrán                | 27 | 6  | 6  | 15 | 37 | 50 | -13  | 18  |                                       |
|  | 9°   | RGM Escuintla             | 27 | 5  | 7  | 15 | 34 | 54 | -20  | 17  |                                       |
|  | 10º  | Marquense                 | 27 | 1  | 2  | 24 | 13 | 85 | -72  | 4   | Descendido                            |
|  |      |                           |    |    |    |    |    |    |      |     |                                       |

## Campeón
| Campeón Temporada 1966 |
| Aurora 2º Título       |
| ---------------------- |